# 詹姆斯·哈迪 (篮球运动员)
詹姆斯·珀西瓦尔·哈迪（英語：James Percival Hardy，1956年12月1日—2020年12月29日），美国NBA联盟前职业篮球运动员。他在1978年的NBA选秀中第1轮第11顺位被新奥尔良爵士选中。